# Promeranisa nasuta
Promeranisa nasuta är en tvåvingeart som först beskrevs av Macquart 1850.  Promeranisa nasuta ingår i släktet Promeranisa och familjen vapenflugor. Inga underarter finns listade i Catalogue of Life.